# Rhizoctonia lanuginosa
Rhizoctonia lanuginosa är en svampart som beskrevs av G.E. Bernard 1909. Rhizoctonia lanuginosa ingår i släktet Rhizoctonia och familjen Ceratobasidiaceae.   Inga underarter finns listade i Catalogue of Life.